# OpenShift
OpenShift là một dịch vụ nền tảng điện toán đám mây của hãng Red Hat.
Phần mềm chạy dịch vụ là mã nguồn mở và có sẵn trên GitHub với tên "OpenShift Origin".
Người phát triển phần mềm có thể sử dụng Git để triển khai ứng dụng bằng các ngôn ngữ khác nhau trên nền tảng.
Đặc biệt, OpenShift cũng hỗ trợ các ứng dụng web dạng phần mềm mã nhị phân, miễn là nó có thể chạy trên RHEL Linux. Điều này làm tăng tính tùy biến của hệ thống, hỗ trợ nhiều ngôn ngữ và frameworks.
OpenShift bảo trì dịch vụ bên dưới ứng dụng và thống kê ứng dụng nếu cần thiết.

## Các ngôn ngữ hỗ trợ
- Node.js
- Ruby
- Python
- PHP
- Perl
- Java

## Các chương trình khung được hỗ trợ
OpenShift cung cấp các chương trình khung ứng dụng web dưới dạng các API tích hợp, người dùng không thể thay đổi mã nguồn của chương trình khung (framework)
- Rack cho Ruby
- WSGI cho Python
- PSGI cho Perl

Vài chương trình khung chạy không thay đổi trên OnpenShift:
- CodeIgniter
- CakePHP
- Ruby on Rails
- Django
- Perl Dancer
- Flask
- Sinatra
- Tornado